# Teatr Dramatu i Komedii im. Dunina-Marcinkiewicza w Bobrujsku
Teatr Dramatu i Komedii im. Dunina-Marcinkiewicza w Bobrujsku (MRTDK) – białoruski teatr dramatyczny założony w 1932 roku w Bobrujsku. W 1977 roku otrzymał imię Wincentego Dunina-Marcinkiewicza.

## Historia
Bobrujski teatr został założony w 1932 roku i w pierwszych latach funkcjonował jako Regionalny Teatr Dramatyczny w Bobrujsku. W następnych latach działał jako Bobrujski Teatr Muzyczny i Dramatyczny (1962), Mohylewski Regionalny Teatr Komedii Muzycznej (1965), Państwowy Teatr Komedii Muzycznej (1970), a od 1977 roku pod swoją obecną nazwą, jako Mohylewski Regionalny Teatr Dramatu i Komedii im. Wincentego Dunina-Marcinkiewicza.
Teatr zainaugurował działalność w swojej aktualnej siedzibie premierą Pińskiej szlachty Wincentego Dunina-Marcinkiewicza (1977). Od 1998 roku teatr pięciokrotnie organizował festiwal dramaturgii białoruskiej (1998, 2001, 2008, 2011 i 2015).